# Cuan-Baozi-Stele

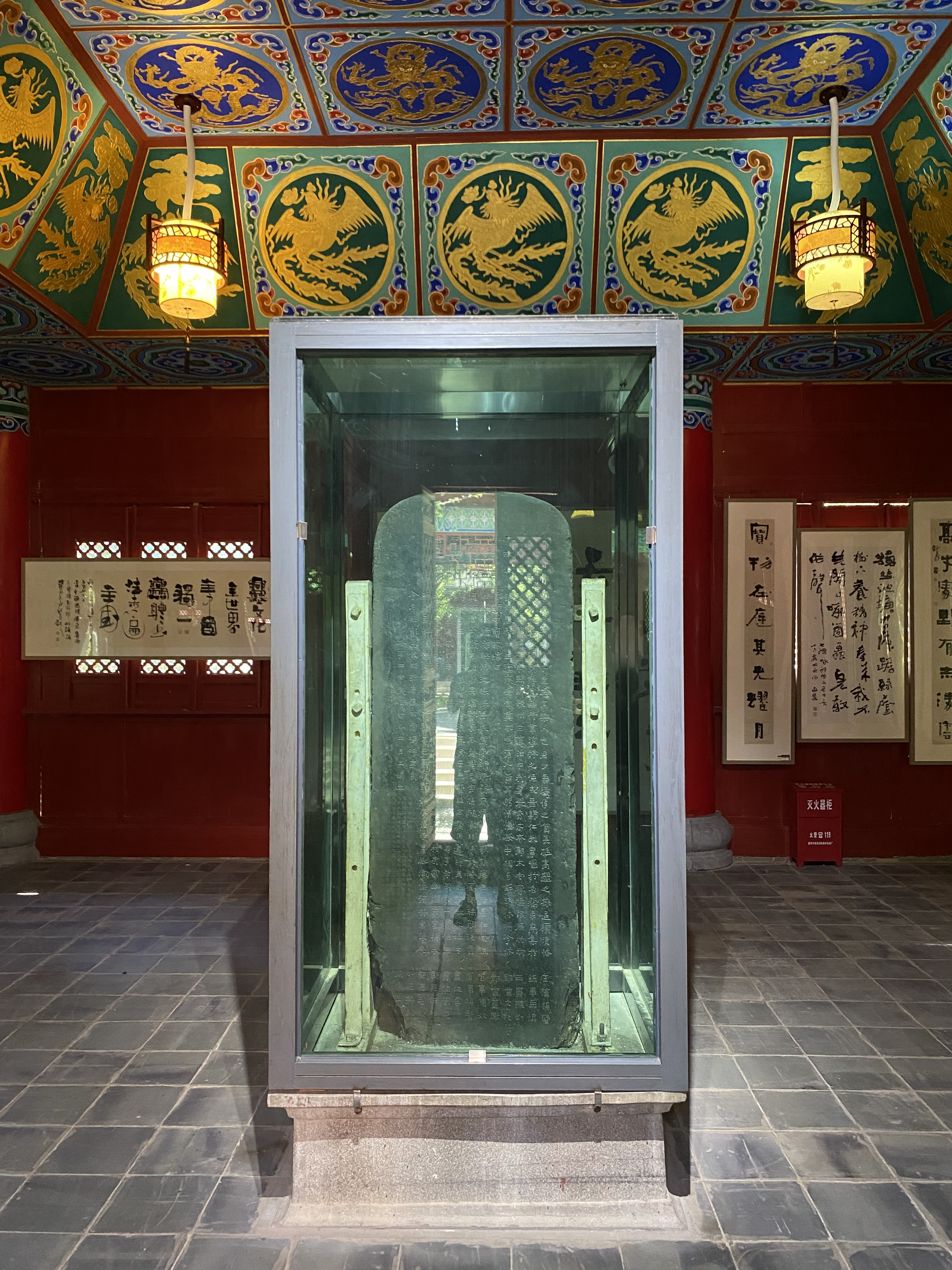
Cuan-Baozi-Stele

Die Cuan-Baozi-Stele (chinesisch 爨寶子碑 / 爨宝子碑, Pinyin Cuàn Bǎozǐ bēi, englisch Stele of Cuan Baozi) wurde im 43. Jahr (1778) der Regierungsepoche Qianlong der Qing-Dynastie im Dorf Yangqitian, Qujing, Provinz Yunnan, China, ausgegraben. 
Es handelt sich um eine Sandstein-Stele aus der Östlichen Jin-Zeit. Die aus 400 Schriftzeichen bestehende Inschrift aus 13 Kolumnen zu 7 bis 30 Schriftzeichen ist in Regelschrift (zhengshu) geschrieben. Die Stele wurde im Jahr 405 aufgestellt und ist ein bedeutender Fund für die Geschichte der chinesischen Kalligraphie.
Cuan Baozi (爨宝子) war ein leitender Beamter der Provinz Yunnan und die Stele stand auf seinem Grab.
Seit 1961 steht die Stele auf der Liste der Denkmäler der Volksrepublik China in Yunnan (1–126).